# Prosevania afra
Prosevania afra är en stekelart som först beskrevs av Jean-Jacques Kieffer 1911.  Prosevania afra ingår i släktet Prosevania och familjen hungersteklar. Inga underarter finns listade i Catalogue of Life.